# Plecturocebus modestus
Titi du Rio Beni
Espèce
Répartition géographique
Statut de conservation UICN

 EN  : En danger
Statut CITES
Plecturocebus modestus, le Titi du Rio Beni, est une espèce de singes du Nouveau Monde de la famille des Pitheciidae endémique de Bolivie.  

## Systématique
Le nom valide complet (avec auteur) de ce taxon est Plecturocebus modestus (Lönnberg, 1939).
L'espèce a été initialement classée dans le genre Callicebus sous le protonyme Callicebus modestus Lönnberg, 1939.
Plecturocebus modestus a pour synonyme :
- Callicebus modestus Lönnberg, 1939